# Brasile ai Giochi della XXVI Olimpiade
Il Brasile ha partecipato ai Giochi della XXVI Olimpiade di Atlanta, svoltisi dal 19 luglio al 4 agosto 1996, con una delegazione di 221 atleti di cui 56 donne. Ha conquistato tre medaglie d'oro, tre d'argento e nove di bronzo.

## Medaglie
| Medaglia | Atleta | Sport         | Evento                          |
| -------- | --- | ------------- | ------------------------------- |
| Oro      | Jackie Silva Sandra Pires | Beach volley  | Femminile                       |
| Oro      | Marcelo Ferreira Torben Grael | Vela          | Classe Star                     |
| Oro      | Robert Scheidt | Vela          | Classe Laser                    |
| Argento  | Monica Rodrigues Adriana Samuel | Beach volley  | Femminile                       |
| Argento  | Hortência Branca Adriana Leila Paula Janeth Roseli Marta Silvinha Alessandra Cíntia Tuiú Cláudia                                                                                    | Pallacanestro | Torneo femminile                |
| Argento  | Gustavo Borges | Nuoto         | 200 metri stile libero maschili |
| Bronzo   | Arnaldo da Silva Robson da Silva Édson Ribeiro André da Silva | Atletica      | Staffetta 4×100 metri maschile  |
| Bronzo   | Luiz Azevedo Alvaro Miranda Neto Rodrigo Pessoa Andre Johannpeter | Equitazione   | Salto ostacoli a squadre        |
| Bronzo   | Brasile | Calcio        | Maschile                        |
| Bronzo   | Henrique Guimarães | Judo          | 65 kg                           |
| Bronzo   | Miguel Fernandes | Judo          | 95 kg                           |
| Bronzo   | Fernando Scherer | Nuoto         | 50 metri stile libero maschili  |
| Bronzo   | Gustavo Borges | Nuoto         | 100 metri stile libero maschili |
| Bronzo   | Ana Ida Alvares Leila Barros Ericleia Bodziak Hilma Caldeira Ana Paula Connelly Márcia Fu Virna Dias Ana Moser Ana Flavia Sanglard Hélia de Souza Sandra Suruagy Fernanda Venturini | Pallavolo     | Femminile                       |
| Bronzo   | Lars Grael Kiko Pellicano | Vela          | Classe Tornado                  |

### Medaglie per disciplina
| Sport         | Oro | Argento | Bronzo | Totale |
| ------------- | --- | ------- | ------ | ------ |
| Vela          | 2   | 0       | 1      | 3      |
| Nuoto         | 0   | 1       | 2      | 3      |
| Beach volley  | 1   | 1       | 0      | 2      |
| Pallacanestro | 0   | 1       | 0      | 1      |
| Judo          | 0   | 0       | 2      | 2      |
| Atletica      | 0   | 0       | 1      | 1      |
| Calcio        | 0   | 0       | 1      | 1      |
| Equitazione   | 0   | 0       | 1      | 1      |
| Pallavolo     | 0   | 0       | 1      | 1      |

## Risultati

### Calcio
- Uomini

| Atleta | Classifica |                    |
| --- | --- | ------------------ |
| V · D · M Nazionale olimpica brasiliana · Calcio ai Giochi Olimpici Estivi 1996 1 Dida · 2 Zé Maria · 3 Aldair · 4 Ronaldo Guiaro · 5 Flávio Conceição · 6 Roberto Carlos · 7 Bebeto · 8 Amaral · 9 Juninho Paulista · 10 Rivaldo · 11 Sávio · 12 Danrlei · 13 Narciso · 14 André Luiz · 15 Zé Elias · 16 Marcelinho Paulista · 17 Luizão · 18 Ronaldo · CT : Zagallo | Bronzo |                    |
| Nazionale olimpica brasiliana · Calcio ai Giochi Olimpici Estivi 1996 | |                    |
| 1 Dida · 2 Zé Maria · 3 Aldair · 4 Ronaldo Guiaro · 5 Flávio Conceição · 6 Roberto Carlos · 7 Bebeto · 8 Amaral · 9 Juninho Paulista · 10 Rivaldo · 11 Sávio · 12 Danrlei · 13 Narciso · 14 André Luiz · 15 Zé Elias · 16 Marcelinho Paulista · 17 Luizão · 18 Ronaldo · CT: Zagallo                                                                                  | 1 Dida · 2 Zé Maria · 3 Aldair · 4 Ronaldo Guiaro · 5 Flávio Conceição · 6 Roberto Carlos · 7 Bebeto · 8 Amaral · 9 Juninho Paulista · 10 Rivaldo · 11 Sávio · 12 Danrlei · 13 Narciso · 14 André Luiz · 15 Zé Elias · 16 Marcelinho Paulista · 17 Luizão · 18 Ronaldo · CT: Zagallo | Brasile (bandiera) |

- Donne

| Atleta | Classifica |                    |
| --- | --- | ------------------ |
| V · D · M Nazionale brasiliana femminile · Calcio ai Giochi Olimpici Estivi 1996 1 Meg · 2 Nenê · 3 Suzy · 4 Fanta · 5 Márcia Taffarel · 6 Elane · 7 Pretinha · 8 Formiga · 9 Michael Jackson · 10 Sissi · 11 Roseli · 12 Didi · 13 Marisa · 14 Tânia · 15 Nilda · 16 Sônia · 18 Leda Maria · 19 Kátia · CT : Duarte | 4° |                    |
| Nazionale brasiliana femminile · Calcio ai Giochi Olimpici Estivi 1996 | |                    |
| 1 Meg · 2 Nenê · 3 Suzy · 4 Fanta · 5 Márcia Taffarel · 6 Elane · 7 Pretinha · 8 Formiga · 9 Michael Jackson · 10 Sissi · 11 Roseli · 12 Didi · 13 Marisa · 14 Tânia · 15 Nilda · 16 Sônia · 18 Leda Maria · 19 Kátia · CT: Duarte                                                                                   | 1 Meg · 2 Nenê · 3 Suzy · 4 Fanta · 5 Márcia Taffarel · 6 Elane · 7 Pretinha · 8 Formiga · 9 Michael Jackson · 10 Sissi · 11 Roseli · 12 Didi · 13 Marisa · 14 Tânia · 15 Nilda · 16 Sônia · 18 Leda Maria · 19 Kátia · CT: Duarte | Brasile (bandiera) |